# Granard
Granard (Gránard en irlandais) est une ville du comté de Longford en Irlande. Elle se trouve à environ 25 km du centre administratif du comté, Longford.

## Festival de harpe
Un festival annuel de harpe s'est tenu à Granard de 1781 à 1785 grâce au soutien financier de James Dungan, un marchand irlandais résidant alors à Copenhague et originaire de Granard, qui avait entendu parler d'événements similaires organisés en Écosse. Parmi les harpistes récompensés lors de ces festivals, figurent Charles Fanning (en) (Cavan), Arthur O'Neill (en), aveugle (Tyrone) et Rose Mooney, qui se sont aussi produits au Belfast Harp Festival en juillet 1792.
Le festival a repris vie en 1981.